# Wolff-Christoph Fuss
Wolff-Christoph Fuss (* 23. Juni 1976 in Ehringshausen) ist ein deutscher Fußballkommentator und Sportjournalist. Er kommentiert regelmäßig Fußballspiele für Sky Sport.

## Leben und Karriere
Wolff-Christoph Fuss wuchs in Nürtingen auf, wo er das dortige Hölderlin-Gymnasium besuchte. Von 1999 bis 2009 arbeitete er für den Pay-TV-Sender Premiere. Mit Beginn der Bundesliga-Saison 2009/10 war Fuss beim Konkurrenzunternehmen T-Home tätig und kommentierte dort auf dem Sender LIGA total!. Außerdem wurde er auch von Sat.1 verpflichtet, wo er sowohl alle Spiele der UEFA Champions League als auch vereinzelt Spiele der UEFA Europa League kommentierte. Zudem kommentiert er auch einige Boxkämpfe bei Sat.1. Seit dem 1. August 2012 ist er wieder für Sky Deutschland tätig und kommentiert dort die Fußball-Bundesliga, sowie den DFB-Pokal. Er kommentiert jeweils zusammen mit Lothar Matthäus als Experten das Bundesliga-Topspiel, was die Partie an jedem Samstag um 18:30 Uhr (MEZ) ist.
Seine früheren Sender waren DF1, Sport1 und ESPN. Er kommentierte neben realen Spielen die Computerspielreihe Pro Evolution Soccer (bis 2014) und lieferte von FIFA 16 bis EA Sports FC 24 als Ersatz für Manfred Breuckmann zusammen mit Frank Buschmann acht Jahre lang Kommentare für die FIFA-Reihe. Ende 2023 gab Fuss bekannt, dass EA die Entscheidung getroffen habe, dass er in Zukunft diese Funktion nicht mehr ausüben werde. Sie wurden ab EA Sports FC 25 durch das neue Kommentatoren-Duo Florian Schmidt-Sommerfeld und Jan Platte abgelöst. Außerdem hatte er in der deutschen Synchronfassung des US-Kinofilms 50 erste Dates zusammen mit Hansi Küpper eine kurze Kommentatorenszene bei einem Footballspiel im Fernsehen. Des Weiteren kommentierte er am 20. April und 7. Dezember 2013 die Spielshow Elton zockt – Live sowie ab dem 21. November 2015 Teamwork – Spiel mit deinem Star. Seit 2018 moderiert er die Sendung Big Bounce – Die Trampolin Show auf RTL.
Zur Fußball-Bundesliga-Saison 2021/22 kehrte Fuss für neun Einsätze pro Jahr zu Sat.1 zurück, wo er unter anderem den Supercup kommentiert. Bei Sky ist er weiterhin im Einsatz.
Während der Fußball-WM 2022 in Katar war Fuss für MagentaTV als Hauptkommentator tätig. Auch bei der Europameisterschaft 2024 in Deutschland war er in dieser Funktion für MagentaTV und bei den Übertragungen von dem Privatsender RTL zusammen mit Marco Hagemann beschäftigt.
Seinen „negativ vorbeugenden“ Kommentationsstil beschrieb Fuss selbst im Jahr 2007 als „ausgewogen emotional“, aber „immer am Spiel orientiert“ und fair.

## Sonstiges
Fuss ist mit der Moderatorin Anna Kraft liiert. Das Paar hat zwei Töchter (* 2018 und * 2020). Am 17. März 2014 erschien sein erstes Buch Diese verrückten 90 Minuten. Am 8. Dezember 2020 erschien sein zweites Buch Geisterball. Er ist bekennender Fan des 1. FC Köln.

## Podcasts
Gemeinsam mit dem Sportchef des RND sowie von Sportbuzzer.de Heiko Ostendorp nimmt Fuss seit dem 18. Oktober 2019 den Podcast Eine Halbzeit mit auf, in dem es um aktuelle Fußballthemen geht. Seit dem 27. Juli 2023 ist der Ex-Fußballnationalspieler Lars Stindl ebenfalls Teil des Podcasts.
Zusammen mit seinem Sky-Kollegen Frank Buschmann moderiert er die wöchentliche Sky-Sendung Glanzparade, die ebenfalls als Podcast veröffentlicht wird.